# Аккорд-тур
«Аккорд Тур» — українська туристична компанія. Офіс розташовано у Львові.
Компанію засновано 2003 року. Компанія займається організацією автобусних турів до країн Європи (Чехія, Словаччина, Угорщина, Польща, Хорватія, Болгарія, Греція, Італія, Франція, Іспанія, Нідерланди та інші), а також по Україні (Львів та Львівщина, Закарпаття, Гуцульщина, Буковина, Київщина, Херсонщина).